# Джак (филм, 1996)
„Джак“ (на английски: Jack) е комедия от 1996 г. В него участват Робин Уилямс, Даян Лейн, Дженифър Лопес и Бил Козби. Режисьор е Франсис Форд Копола.

## Сюжет
Робин Уилямс играе ролята на Джак Пауъл, момче което старее четири пъти по-бързо от нормалното в резултат на болест подобна на прогерия.

## В ролите
| Изпълнител     | Роля                    |
| -------------- | ----------------------- |
| Робин Уилямс   | Джак Пауъл              |
| Даян Лейн      | Карен Пауъл             |
| Брайън Кервин  | Брайън Пауъл            |
| Дженифър Лопес | Мисс Маркес             |
| Френ Дрешър    | Долорес „Ди Ди“ Дюранте |
| Бил Козби      | Лоурънс Вудраф          |
| Джереми Лелиот | Джони Дафер             |
| Майкъл Маккийн | Поли                    |
| Алисън Уитбек  | Люси                    |
| Адам Золотин   | Луи Дюранте             |
| Тод Бозли      | Еди                     |
| Сет Смит       | Джон-Джон               |